# Pembroke Pines Challenger 1991
Il Pembroke Pines Challenger 1991 è stato un torneo di tennis facente parte della categoria ATP Challenger Series nell'ambito dell'ATP Challenger Series 1991. Il torneo si è giocato a Pembroke Pines negli Stati Uniti dal 7 al 13 ottobre 1991 su campi in terra verde.

## Vincitori

### Singolare
Raúl Viver ha battuto in finale  Jimmy Brown con il punteggio di 6–3, 1–6, 7–6

### Doppio
Roberto Saad /  Tobias Svantesson hanno battuto in finale  Glenn Layendecker /  Brad Pearce con il punteggio di 4–6, 6–3, 6–2